# Naoko Kijimuta
Naoko Kijimuta (jap. 雉子牟田直子 Kijimuta Naoko; ur. 26 marca 1972 w Ebina, Kanagawa) - tenisistka japońska, zwyciężczyni turniejów zawodowych w grze podwójnej, reprezentantka w Pucharze Federacji.
W latach 90. razem z siostrą Akiko zaliczała się do czołówki tenisistek japońskich, obok m.in. Kimiko Date i Naoko Sawamatsu. W latach 1995–1997 figurowała w czołowej setce rankingu światowego w grze pojedynczej, najwyższe miejsce zajmując w marcu 1997 - nr 44 (sezon 1996 zakończyła jako 50. rakieta świata). Do jej najlepszych rezultatów singlowych można zaliczyć półfinały turniejowe WTA Tour w Dżakarcie (pokonała najwyżej rozstawioną Belgijkę Sabine Appelmans) i Tokio (Japan Open) w 1996, ćwierćfinał turnieju w Strasburgu w 1997 (pokonała kolejno Bułgarkę Magdalenę Maleewą i Japonkę Ai Sugiyamę), III rundy (1/16 finału) wielkoszlemowych US Open 1996 (pokonała m.in. Alexandrę Fusai, uległa Martinie Hingis) i Wimbledonu 1997 (pokonała Łarysę Sawczenko-Neiland i rozstawioną z numerem 15 Barbarę Paulus, uległa Indonezyjce Yayuk Basuki). W 1996 i 1997 w turnieju Canadian Open dwukrotnie pokonała znaną z potężnego serwisu Holenderkę Brendę Schultz.
Większe sukcesy odnosiła jako deblistka. W październiku 1997 została sklasyfikowana na 18. miejscu w rankingu, wygrała łącznie pięć turniejów WTA Tour i dalsze pięć imprez niższej rangi (ITF Women's Circuit). Wszystkie zwycięstwa turniejowe w WTA Tour odniosła wspólnie z innymi Japonkami - Riką Hiraki, Miho Saeki i przede wszystkim z Naną Miyagi. Z Miyagi wygrała trzy turnieje i dwukrotnie była w ćwierćfinałach wielkoszlemowych (Australian Open 1997 i 1998). W turnieju australijskim w 1997 Japonki wyeliminowały m.in. Lindę Wild i Lori McNeil (uległy Larysie Sawczenko-Neiland i Helenie Sukovej), a rok później pokonały w III rundzie siostry Venus i Serenę Williams 6:3, 6:3 (uległy najwyżej rozstawionym Lindsay Davenport i Natalli Zwierawej). Kijimuta i Miyagi były też w wielu półfinałach turniejowych oraz kilkakrotnie w 1/8 finału imprez wielkoszlemowych (Wimbledon, French Open i US Open 1997, Wimbledon 1998 - tym razem zwycięstwo nad siostrami Williams walkowerem).
Naoko Kijimuta występowała jako deblistka w Pucharze Federacji w latach 1997-1998, partnerując Nanie Miyagi i Kyoko Nagatsuce, ale bilans ma nieimponujący - wszystkie trzy mecze przegrała. Karierę sportową zakończyła we wrześniu 1998 na turnieju Toyota Princess w Tokio, gdzie z powodzeniem przeszła eliminacje w singlu, by odpaść w I rundzie turnieju głównego z Niemką Anke Huber w trzech setach. Również na I rundzie zakończyła udział w turnieju w grze podwójnej (w parze z Riką Hiraki). Jej łączne zarobki zawodowe wyniosły niespełna pół miliona dolarów.

## Wygrane turnieje

### gra podwójna (5)
- 1996 Dżakarta (z Riką Hiraki), Pekin (z Miho Saeki)
- 1997 Gold Coast, Hobart (oba z Naną Miyagi)
- 1998 Tokio (Japan Open, z Naną Miyagi)